# GORO
『GORO』（ゴロー）は、小学館が1974年から1992年に発行していた、20歳代をターゲットにした総合男性誌。

## 概要
- 毎月第2・第4木曜日発売の月2回刊であった。
- 女性グラビアや新車情報、女性の口説き方のノウハウ、村生ミオ『微熱 MY LOVE』などの漫画まで多彩な情報を詰め込んだ内容となっていた。このため、1970年代から1980年代の若者の流行や風俗、考え方を知る上で貴重な資料となっている。
- 篠山紀信の『激写』シリーズは、この雑誌に掲載されていたものである（1975年開始）。連載をまとめた『激写・135人の女ともだち』は70万部以上のベストセラーとなり、流行語となった[1]。のちに渡辺達生撮影の『素足のアイドルたち』もスタート[1]。1980年に別冊としてまとめられ、こちらもヒットした[1]。
- 毎号、篠山紀信撮影の表紙のアイドルのポスターが付属していた。
- 小学館のライバルである講談社は1982年にスコラを発刊しGOROに追随した。判型や綴じ方、構成などGOROを倣っていた。
- フライデー事件で専門学校生に怪我を負わせた契約記者が元GOROの記者で、移籍後もGOROの記者としてたけしを取材していた。

## 歴史
- 1974年6月13日に創刊され、1992年1月1日に最終号が発行されるまで、全422号が発行された。創刊時のキャッチフレーズは「情報元年をリードする、新大型人間雑誌」[1]。
- 創刊号には、デイヴィッド・ハミルトンが撮影したデヴィ夫人のヌードが掲載されている。
- 1975年、新潟県が18歳未満には販売することができない成人図書に指定。翌1976年には宮城県が追随した。宮城県の場合には主婦が暴行された事件で、犯人の高校生がGOROの記事に刺激されたと自供したことが契機となった[2]。
- 1980年代後半に入ると、ヌード専門誌、自動車専門誌、サブカルチャー専門誌といった雑誌の細分化が進んだこと、バブル景気の流れの中で若者の流行や考え方が多様になったことなどの要因が重なり、総合誌の体裁を採っていた『GORO』のポジションは曖昧になった。次第に販売部数が減り、やがて廃刊に追い込まれた。
- 最終号の表紙をだれが飾るかは、フジテレビの『TVブックメーカー』でベッティング（賭け）の対象となった。最終号の表紙は宮沢りえであった。
- 発行元の小学館からは、『GORO』廃刊から7年4か月後、『GORO』同様のコンセプトの男性向け総合情報誌『サブラ』が創刊されたが、こちらも2010年3月号をもって廃刊となった。